# Người trong giang hồ
Người trong giang hồ (tiếng Trung: 古惑仔之人在江湖, tiếng Anh: Young And Dangerous) (Tên đầy đủ Cổ Hoặc Tử: Người Trong Giang Hồ) là một bộ phim Hồng Kông về đề tài xã hội đen của đạo diễn Lưu Vĩ Cường được công chiếu lần đầu năm 1996. Với dàn diễn viên chính gồm Trịnh Y Kiện, Trần Tiểu Xuân, Ngô Chấn Vũ, Lê Tư, Nhậm Đạt Hoa... Khi công chiếu, bộ phim đã được khán giả đón nhận nồng nhiệt và các nhà sản xuất đã quyết định cho ra đời tiếp phần thứ hai của bộ phim là Cổ hoặc tử 2: Mãnh long quá giang.

Người trong giang hồ sau đó đã trở thành một loạt phim ăn khách với 6 phần xoay quanh nhân vật Trần Hạo Nam và nhiều phần khác nói về những nhân vật phụ của bộ phim gốc.

## Nội dung
Người trong giang hồ đề cập tới sự thành lập và thanh trừng lẫn nhau tranh giành địa bàn những băng đảng xã hội đen của Hồng Kông. Phim xoay quanh nhân vật chính Trần Hạo Nam, là đại ca của Hồng Hưng (洪興), băng đảng nắm khu Vịnh Đồng La (Cáuseway Bay), là một khu địa bàn rất ăn nên làm ra, gây sự ghen tị cho nhiều đối thủ các băng xã hội đen đối nghịch rắp tâm hãm hại

## Ca khúc chủ đề phim

### Cd nhạc phim Tổng hợp Phát hành năm 2001
1. Tháng năm hữu tình 友情岁月 - Ca sĩ: Trịnh Y Kiện
2. Đao quang kiếm ảnh (Tuế nguyệt vô thanh) 刀光剑影 - Trịnh Y Kiện vs Phong Hỏa Hải (*)
3. Máu nóng cháy bỏng 热血燃烧 - Trịnh Y Kiện vs Trần Tiểu Xuân
4. Tri Kỷ, bản thân 知己,自己 - Trịnh Y kiện vs Phong Hỏa Hải
5. Chiến vô bất thắng 战无不胜 - Trần Tiểu Xuân
6. Cam lòng thay thế Em 甘心替代你 - Trịnh Y Kiện
7. Cổ cổ hoặc hoặc 古古惑惑 - Tạ Thiên Hoa vs Chu Vĩnh Đường vs Lâm Hiểu Phong
8. Loạn thế cự tinh 乱世巨星 - Trần Tiểu Xuân
9. Nước mắt bốc hơi 蒸发眼泪 - Trịnh Y Kiện
10. Anh Muốn cho em Biết 我愿你知道 - Trịnh Y Kiện
11. Sóng nhỏ tạo sóng lớn 兴波作浪 - Trịnh Y Kiện vs ZEN
12. Tình và Nghĩa 情与义 - Trịnh Y Kiện
13. Fly Together 一起飞 - Trịnh Y Kiện vs Trần Tiểu Xuân vs Lâm Hiểu Phong
14. Tháng năm tình ái 爱情岁月 - Trịnh Y Kiện
15. Không nói ra sao 无论如何 - Trần Tiểu Xuân
16. Tháng năm hữu tình 友情岁月 (Version 2) - Trần Tiểu Xuân
17. Dập lửa 扑火 - Trần Tiểu Xuân

*Ghi chú: Phong Hỏa Hải (風火海) là nhóm nhạc thành lập năm 1990 gồm 3 thành viên Chu Vĩnh Đường (Phong), Trần Tiểu Xuân (Hỏa), Tạ Thiên Hoa (Hải)

### Các ca khúc nằm trong các Cd khác:
(Danh sách tiếp tục cập nhật)
- Anh làm chủ 我話事 - Phong Hỏa Hải
- Nhất vu phụng bồi 一于奉陪 - Trịnh Y Kiện vs Trần Tiểu Xuân
- Tạm dừng câu chuyện 暫停的故事 (nhạc phim "Hồng Hưng Thập Tam Muội") - Trương Trí Lâm
- Trước trước sau sau trái trái phải phải 前前后后 左左右右 (Nhạc phim "Thiếu niên Trần Hạo Nam") - Tạ Đình Phong
- Đao quang kiếm ảnh (Tuế nguyệt vô thanh) 刀光剑影 (Original version) - Beyond
- Vengeance Đòn Lại Trả Đòn (Vengeance以牙还牙)
- Zhan Wu Bu Sheng 战无不胜 Remix - Trần Tiểu Xuân
- Fatality Dốc Sức Chiến Đấu (Fatality力战)

## Phân vai
| Diễn viên       | Nhân vật               |
| --------------- | ---------------------- |
| Trịnh Y Kiện    | Trần Hạo Nam           |
| Trần Tiểu Xuân  | Triệu Sơn Hà (Gà Rừng) |
| Lê Tư           | Tô A Tế                |
| Nhậm Đạt Hoa    | Tưởng Thiên Sinh       |
| Ngô Chí Hùng    | Đại lão B (Anh Bee)    |
| Ngô Chấn Vũ     | Tịnh Khôn              |
| Lâm Hiểu Phong  | Bao Bì                 |
| Châu Vĩnh Đường | Bao Đạt Minh           |
| Tạ Thiên Hoa    | Đại Thiên Nhị          |